# Ghana

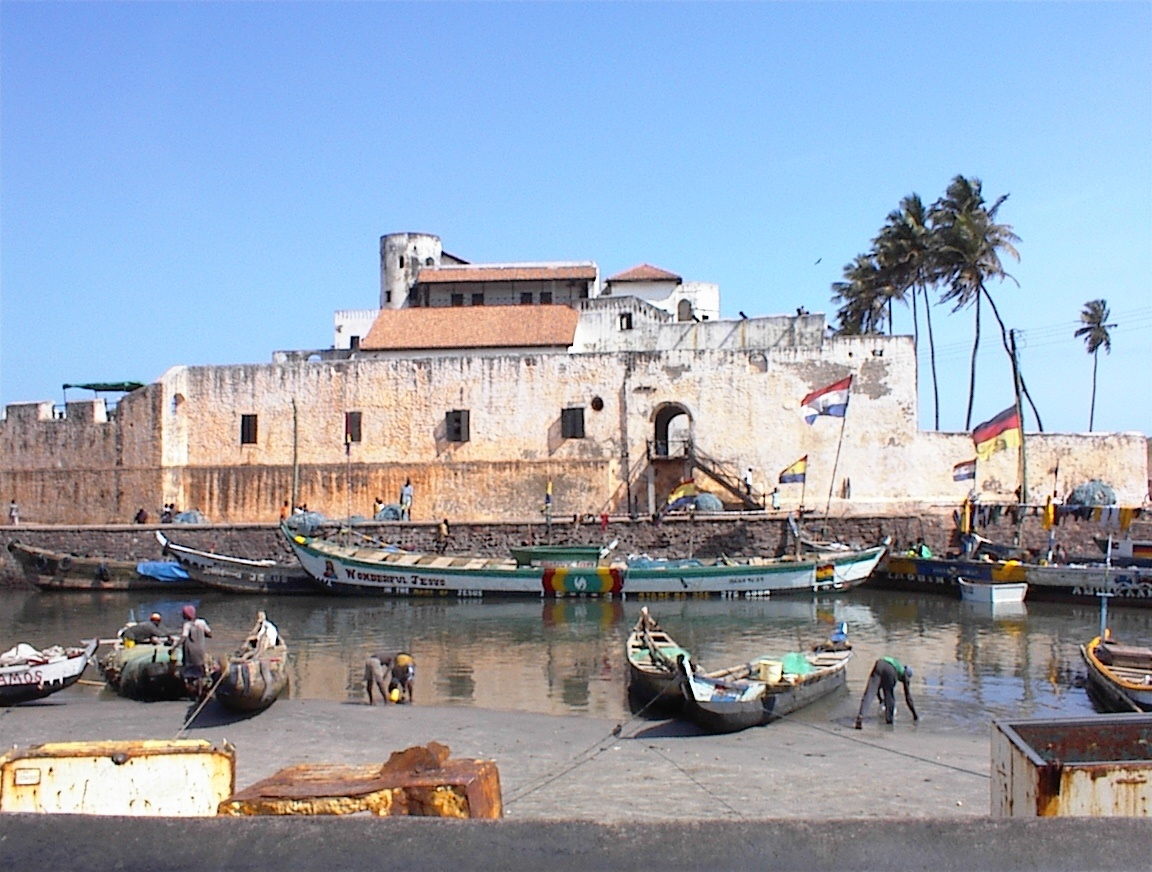
Elmina in 2003

Ghana (uitspraak: [ˈɣana]), officieel de Republiek Ghana (Engels: Republic of Ghana), is een land aan de westkust van Afrika. Het grenst westelijk aan Ivoorkust, noordelijk aan Burkina Faso, oostelijk aan Togo en zuidelijk aan de Golf van Guinee. De hoofdstad van Ghana is Accra.
Ghana heeft 29.340.248 (2020) inwoners.

## Geschiedenis
Het huidige Ghana ontstond op 6 maart 1957 toen twee Britse kolonies Gold Coast (Britse Goudkust) en Brits-Togoland, die een jaar eerder waren samengevoegd, een onafhankelijk land vormden onder de naam Ghana. Het was het eerste land ten zuiden van de Sahara dat, in de periode van de dekolonisatie na de Tweede Wereldoorlog, de onafhankelijkheid verkreeg. De huidige grenzen zijn bepaald in de periode 1874 -1919 als onderdeel van koloniale afspraken tussen de Europese mogendheden en de afwikkeling van de Eerste Wereldoorlog.

### Vroegere geschiedenis
Het gebied van het huidige Ghana is bevolkt geraakt vanuit de Sahelzone. Rond 1100 trok een deel van de Akanvolken, zoals de Ashanti en de Fante naar het zuiden. Er werden meerdere staten gesticht, zoals de Ashanti-federatie en enkele Fante-staten. Het grootste deel van het gebied werd verenigd in de 16e eeuw onder de Ashanti-confederatie. In eerste instantie was dit een los statenverbond, maar later werd het een gecentraliseerde staat, met een hoge mate van bureaucratie rond Kumasi. Vanuit het westen trokken de Ewe het gebied in dat nu als het Volta-gebied bekendstaat.
Het eerste contact tussen de plaatselijke volksstammen en de Europeanen vond plaats in 1471 (de Portugezen). De Europeanen noemden het gebied de "Goudkust" naar de dominante handelswaar ter plaatse. Eind 16e eeuw kwamen ook de Nederlanders naar het land; in 1598 kregen zij toestemming om een handelspost te openen bij Moore, het latere Fort Nassau. In 1637 werd het Fort Elmina veroverd op de Portugezen, dit was jarenlang het centrum van de dominante Nederlandse aanwezigheid aan de Goudkust.

### Slavenhandel
In de tweede helft van de 17e eeuw verschoof de aandacht van goud naar de slavenhandel. De Ghanese kust werd een logistiek centrum van een ingrijpende periode in de geschiedenis: 
In 1872 verkochten de Nederlanders hun handelsbelangen, waaronder Fort Elmina, aan de Britten. Die benoemden in 1874 een kuststrook van het huidige Ghana tot de kroonkolonie Gold Coast (Britse Goudkust) en trokken ten strijde tegen het koninkrijk Ashanti in het binnenland; de voormalige handelspartner van Nederland. In 1901 werden de Ashanti definitief verslagen. De grenzen van de kroonkolonie werden opgerekt tot de in 1898 tussen het Verenigd Koninkrijk en Frankrijk overeengekomen west- en noordgrenzen, die sindsdien ongewijzigd zijn gebleven. In 1919 werd de toekomstige oostgrens vastgelegd toen bij het afwikkelen van de Eerste Wereldoorlog Duits Togoland werd gesplitst in twee mandaatgebieden. Het westelijk deel werd als Brits-Togoland bestuurd door het Verenigd Koninkrijk.

### Zelfstandigheid
Op 6 maart 1957 werden Britse Goudkust, de kroonkolonie Ashanti, de Northern Territories en Brits-Togoland samengevoegd tot dominion onder de naam Ghana, met de Britse vorstin als staatshoofd. Kwame Nkrumah werd de eerste minister-president. Ghana was het eerste gekoloniseerde land in Afrika ten zuiden van de Sahara dat in de periode van dekolonisatie na de Tweede Wereldoorlog zijn zelfstandigheid terugkreeg. De naam Ghana is het hergebruik van de naam van een rijk (het Koninkrijk Ghana) dat bestond tussen de 8e en 11e eeuw, maar dat noordelijker lag dan het huidige Ghana.
Op 1 juli 1960 werd het land een republiek, met Nkrumah als president. Wel bleef Ghana lid van het Britse Gemenebest. Tijdens zijn afwezigheid wegens een staatsbezoek aan Noord-Vietnam en de Volksrepubliek China werd de niet-gebonden, linksgeoriënteerde Nkrumah echter bij een staatsgreep op 24 februari 1966 door de kolonels Akwasi Afrifa en Emmanuel Kwasi Kotoka ten val gebracht. Afrifa was nog even van 1968 tot 1969 staatshoofd, maar in de jaren zeventig wisselden militaire regimes en weinig succesvolle burgerregeringen elkaar af.
Op 4 juni 1979 volgde een linkse staatsgreep van het leger onder leiding van de 31-jarige luchtmachtluitenant Jerry Rawlings. Het leger hield aanvankelijk slechts toezicht op de burgerlijke regering, maar in 1981 trok het de macht geheel naar zich toe en werd Rawlings president. Zijn beleid had een positief effect op het economisch herstel en hij was populair bij de gewone Ghanezen ondanks zijn gebrek aan respect voor de mensenrechten. Rawlings zorgde voor een grondwet en een herstel naar een democratisch stelsel. Vanaf 29 december 1992 was Ghana een democratie, met Rawlings als gekozen president.
In 2000 kon Rawlings niet meedoen aan de verkiezingen omdat hij al twee termijnen president was. Zijn opvolger werd de leider van de grootste oppositiepartij, John Agyekum Kufuor, die eveneens twee termijnen uitdiende. In 2009 werd John Atta Mills de democratisch gekozen president van Ghana. Atta Mills overleed echter tijdens zijn eerste presidentiële termijn. Hij werd opgevolgd door John Dramani Mahama die tot 2017 president van Ghana was. Hij werd opgevolgd door Nana Akufo-Addo.

### Nationale feest- en gedenkdagen
Ghana heeft naast de gebruikelijke christelijke en islamitische feestdagen ook meerdere nationale feest- en gedenkdagen. Dit betreft:
- Constitution Day
- Independence Day
- Workers' Day
- Farmers' Day
- African Union Day
- Founders' Day
- Kwame Nkrumah Memorial Day, jaarlijks op 21 september

2019 werd uitgeroepen tot Year of Return. Het initiatief herdenkt 400 jaar slavernij van Ghanezen in Amerikaanse kolonies en
is daarnaast een uitnodiging aan de diaspora om terug te komen naar Afrika om er te wonen en te investeren.

## Geografie
Ghana heeft een oppervlakte van 238.533 km², waarvan zo'n 11.000 km² water, en dat is ongeveer gelijk aan 6x Nederland of 8x België. Het grenst voor 720 kilometer aan Ivoorkust, 602 km aan Burkina Faso en voor 1098 km aan Togo. De kustlijn is 539 km lang. De belangrijkste natuurlijke hulpbronnen zijn: goud, aardolie, cacao, hout, industriediamant, mangaan, bauxiet, vis, rubber, palmolie, en waterkracht.

### Landschap
Het land bestaat voornamelijk uit laagvlakte, met een plateau in het midden-zuiden. Zo'n 95% van het land ligt lager dan 300 meter boven de zeespiegel. Ter hoogte van Accra waaieren twee heuvelruggen uit naar het noordoosten en noordwesten en vormen de zuidelijke grens van het Voltameer. Het klimaat is hier koeler en rijke mensen uit de hoofdstad vestigen zich hier. De heuvelrug naar het noordwesten gaat over in het Ashanti-hoogland waar veel cacaobomen zijn aangeplant. Ten noorden van beide ruggen ligt de savanne, dit is een relatief arm en minder toegankelijk gebied. De savanne beslaat ongeveer de noordelijke helft van het land.
De hoogste berg is de Afadjato (880 m) en ligt op de grens met Togo. In het oosten bevindt zich een enorm groot, langgerekt stuwmeer, het Voltameer. Het heeft de vorm van een inlandse delta. De voeding komt grotendeels van de rivieren de Witte Volta en de Oti, beide aftakkingen van de Niger, en de Zwarte Volta, die ontspringt in het noorden van Burkina Faso; het water stroomt vanuit het meer via de Akosombo Dam en de rivier de Volta naar zee.
Ongeveer een vijfde van het land is bedekt met bos en zo'n 70% is te gebruiken voor de landbouw en veeteelt.

### Klimaat
Ghana ligt iets ten noorden van de evenaar en heeft een tropisch klimaat. Van west naar oost wordt het klimaat warmer en droger en dit geldt ook van zuid naar noord. Het is warm en relatief droog aan de zuidoostkust (onder andere Accra) en zeer vochtig in het zuidwesten. In de streek rond Axim valt per jaar zo'n 2000 mm neerslag. Ten oosten van Accra is de kustvlakte droog en de aarde zout waardoor het minder geschikt is voor de landbouw.

### Steden
De hoofdstad is Accra, waar vroeger het Afrikaanse hoofdkantoor van de Nederlandse West-Indische Compagnie was. Voordat de Hollanders daar kwamen, hadden de Portugezen Elmina en Fort Sao Jorge gebouwd. Ook belangrijk is de havenstad Tema. Andere steden en plaatsen zijn Kumasi, dat meer landinwaarts ligt, Sekondi-Takoradi (Takoradi betekent tweede haven), Ho, Sunyani, Cape Coast, Tamale in het noorden en Asamankese en Koforidua, niet ver van Accra.

## Bevolking
Sinds de onafhankelijkheid in 1960 zijn er zes volkstellingen geweest waarvan de laatste in 2021. Tussen de eerste census en die van 2021 is de bevolking bijna vervijfvoudigd.
| Jaar      | 1960      | 1970      | 1984       | 2000       | 2010       | 2021       |
| --------- | --------- | --------- | ---------- | ---------- | ---------- | ---------- |
| Bevolking | 6.726.815 | 8.559.313 | 12.296.081 | 18.912.079 | 24.658.823 | 30.832.019 |

### Etnische groepen
Volgens de census van 2000 hoort 45,3% van de bevolking tot de Akan, waar onder andere ook de Ashanti en de Fante toe behoren. Verder behoort 15,2% tot de Mole-Dagbon, 11,7% tot de Ewe, 7,3% tot de Ga-Dangme, 4% tot de Guan, 3,6% tot de Gurma, 2.6% tot de Grusi en 1% tot de Mande-Busanga. In totaal heeft Ghana nu ongeveer 63 verschillende etnische groepen.

### Talen
Het Engels is de officiële taal maar daarnaast bestaan er vele verschillende inheemse talen, die allemaal behoren tot de Niger-Congotalen. In het Noorden komen vooral Gurtalen zoals Dagbani en Frafra voor en in het zuiden voornamelijk Kwa-talen zoals Twi of Akan, Kyerepon (Cherepon), Ewe en Ga. In totaal heeft Ghana ongeveer dertien verschillende talen.
Pidgin Engels (Krung Brofo genoemd) stamt af van de koloniale tijden en wordt breed gesproken door jongens en meisjes van de basisscholen, studenten van middelbare scholen, hogescholen en universiteiten. Opgeleiden spreken deze taal ook onderling.

### Religie
Christenen (ruim de helft van de bevolking; van wie ruim een derde katholiek) zijn het sterkst vertegenwoordigd in het zuiden, maar ook in enkele districten in het noorden, zoals de stad Bolgatanga. Moslims (ca. 30 à 45% van de bevolking) zijn traditioneel het sterkst vertegenwoordigd in het noorden, maar wonen tegenwoordig ook in grote bevolkingsconcentraties in de steden en dorpen in het zuiden. In vergelijking met de naburige landen Togo en Benin is het percentage animisten in Ghana opvallend klein (minder dan 5%).

## Onderwijs
Het basisonderwijs is gratis. Officieel gaat meer dan driekwart van de kinderen naar school maar veel leerlingen haken vroegtijdig af omdat ze thuis mee moeten werken om wat extra inkomen te vergaren. Of ze kunnen niet naar school omdat hun ouders geen geld hebben om een schooluniform (verplicht), lesboeken, schriften of pennen te betalen.
Volgens het bevolkingsonderzoek in 2021 kan ongeveer 30% van de bevolking van zes jaar en ouder niet lezen of schrijven. Het analfabetisme is hoger voor vrouwen (35%) dan voor mannen (25%), op het platteland hoger dan in de steden en in het zuiden lager dan in het armere noorden van het land.

## Politiek

### Staatsinrichting
Na ruim 19 jaar aan de macht te zijn geweest, werd luitenant Jerry Rawlings begin 2001 opgevolgd door John Agyekum Kufuor, die twee presidentiële termijnen van elk vier jaar zou uitdienen. Deze opvolging werd indertijd geprezen vanwege de ordelijke opvolging van de ene gekozen leider door de andere, wat in postkoloniaal Afrika nog altijd vrij zeldzaam is.
Op 7 januari 2009 werd John Atta Mills de nieuwe democratisch gekozen president van Ghana na een nek-aan-nek race tussen zijn NDC (National Democratic Congress) en de NPP (New Patriotic Party) van Nana Akufo-Addo. Atta Mills kampte al enkele jaren met keelkanker. Op 24 juli 2012 werd hij met spoed opgenomen in een ziekenhuis te Accra. Enkele uren later werd het overlijden van de president officieel bevestigd. Zoals de Ghanese grondwet voorschrijft, werd vicepresident John Dramani Mahama dezelfde dag nog benoemd tot president van de Republiek Ghana.
Op 9 december 2012 werden in Ghana nieuwe verkiezingen gehouden. President Mahama slaagde erin deze te winnen met 50,7 procent van de stemmen, aldus de door de Electoral Commission (het Ghanese kiescollege) bekendgemaakte uitslag. Mahama's belangrijkste concurrent, Nana Akufo-Addo, bleef achter met 47,7 procent van de stemmen. De oppositiepartij NPP stelde dat het tellen van de stemmen na de verkiezingen niet eerlijk zou zijn verlopen en klaagde de Electoral Commission en de president aan voor het Ghanese Hooggerechtshof. Mahama, inmiddels al opnieuw geïnstalleerd als president, ontkende deze beschuldigingen, maar moest zich weren tegen een berg aan gedetailleerd bewijsmateriaal. Internationale toezichthouders hebben verklaard dat de verkiezingen zelf eerlijk zijn verlopen, ondanks een vertraging die werd opgelopen in verband met technische mankementen aan verscheidene machines die bij de biometrische identificatie van de kiezers werden gebruikt. Deze waarnemers zijn echter niet bij de tellingen aanwezig geweest.
Bij de presidentsverkiezingen van 2016 werd zittend president Mahama alsnog verslagen door Akufo-Addo, die sinds januari 2017 president van Ghana is.
In 2020 werden er verkiezingen gehouden voor het Parlement van Ghana. De NDC en de NPP behaalden daarbij elk 137 zetels. De overige zetel ging naar een partijloze kandidaat.

### Staatshoofden van Ghana
Koningin:
- Koningin Elizabeth II - 1957-1960; Gouverneurs-generaal: Sir Charles Noble Arden-Clarke (1957) en Lord William Francis Hare of Listowel (1957-1960)
  - Premier: Kwame Nkrumah - 1951-1960 (CPP)

Presidenten:
- Kwame Nkrumah - 1960-1966 (CPP)
- Joseph Arthur Ankrah - 1966-1969 (Voorzitter van de Nationale Bevrijdingsraad, National Liberation Council)
- Akwasi Afrifa - 1969-1970 (Voorzitter Presidentiële Commissie, Presidential Commission)
- Nii Amaa Ollennu - 1970 (ad interim)
- Edward Akufo-Addo -[1970-1972
  - Premier: Kofi Abrefa Busia - 1969-1972 (PP)
- Ignatius Kutu Acheampong - 1972-1978 (1972-1975 Voorzitter Nationale Verlossingsraad, National Redemption Council; 1975-1978 Voorzitter Opperste Militaire Raad, Supreme Military Council)
- Frederick W. Kwasi Akuffo - 1978-1979 (Voorzitter Opperste Militaire Raad)
- Jerry John Rawlings (1x) - 1979 (Voorzitter Revolutionaire Raad van de Gewapende Krachten, Armed Forces Revolutionary Council)
- Hilla Limann - 1979-1981 (PNP)
- Jerry John Rawlings (2x) - 1981-2001 (Voorzitter Voorlopige Nationale Verdedigingsraad, Provisional National Defence Council tot 1993, daarna tot 2001 president) (NDC)
- John Agyekum Kufuor - 2001-2009 (NPP)
- John Atta Mills - 2009-2012 (NDC), won de verkiezingen nipt van Nana Akufo-Addo van de regeringspartij NPP.
- John Dramani Mahama - 2012-2017 (NDC), werd op 24 juli benoemd na het plotse overlijden van John Atta Mills
- Nana Akufo-Addo - 2017 - heden (NPP)

CPP = Convention People's Party - PNP= Progressive National Party - NDC= National Democratic Congress - NPP= New Patriotic Party - PP= People's Party

### Bestuurlijke indeling
Ghana is onderverdeeld in tien regio's.

## Economie
| Jaar | BBP (× miljarden US$) | BBP per hoofd (× US$) | Reële groei (% mut JoJ) | Inflatie (% mut JoJ) | Saldo overheids- begroting (in % BBP) | Bruto staatsschuld (in % BBP) | Saldo lopende rekening (in % BBP) |
| ---- | --------------------- | --------------------- | ----------------------- | -------------------- | ------------------------------------- | ----------------------------- | --------------------------------- |
| 1980 | 37,4                  | 3490                  | 0,5%                    | 50,0%                | -4,9%                                 |                               | -0,1%                             |
| 1990 | 14,7                  | 1046                  | 3,6%                    | 37,2%                | -2,1%                                 | 19,2%                         | -2,0%                             |
| 2000 | 11,5                  | 607                   | 3,6%                    | 25,1%                | -4,3%                                 | 80,2%                         | -4,2%                             |
| 2005 | 24,6                  | 1151                  | 6,2%                    | 15,1%                | -2,0%                                 | 34,0%                         | -5,0%                             |
| 2010 | 43,3                  | 1757                  | 7,8%                    | 6,7%                 | -7,5%                                 | 34,4%                         | -6,4%                             |
| 2015 | 49,4                  | 1784                  | 2,1%                    | 17,2%                | -4,0%                                 | 53,9%                         | -5,7%                             |
| 2020 | 70,0                  | 2275                  | 0,5%                    | 9,9%                 | -15,3%                                | 79,0%                         | -3,0%                             |

Ghana is rijk aan grondstoffen en grote delen van het land zijn vruchtbaar. De landbouw, met name cacao, levert een belangrijke bijdrage aan de exportinkomsten. Het land produceert ook veel goud, de belangrijkste goudreserves liggen in het zuidwesten van het land. Het centrum van de goudwinning is Obuasi, circa tweehonderd kilometer ten noordwesten van de hoofdstad Accra. Ghana had tot voor kort geen aardolieindustrie, maar aan het begin van 2011 werd voor de kust een groot olieveld in productie genomen. In 2003 vertegenwoordigden landbouw, industrie en dienstensector respectievelijk ongeveer 34%, 24% en 41% van de Ghanese economie.
De periode 1973-1983 was economisch gezien rampzalig als gevolg van verschillende factoren zoals corruptie, droogte, wanbeleid, machtswisselingen en de gedwongen repatriëring van een miljoen Ghanezen uit Nigeria in 1983. In datzelfde jaar werd het Economic Recovery Program gestart. Sindsdien is de situatie wel verbeterd; in de periode 1988-1999 groeide de economie jaarlijks met 4,3% en tussen 1999-2009 gemiddeld met zelfs 5,6%, maar hierna trad een groeivertraging op. Een probleem blijft de grote afhankelijkheid van cacao, nu ongeveer 35% van de totale exportopbrengsten. Ghana heeft een structureel tekort op de lopende rekening.
Door de coronapandemie namen de financiële problemen van het land toe. De overheid kampte met een aanzienlijk begrotingstekort van 15% van het BBP in 2020 en mede daardoor liep de staatsschuld fors op. Op 19 december 2022 heeft Ghana aangekondigd niet langer te kunnen voldoen aan de betalingsverplichtingen op buitenlandse leningen. Per eind 2022 bedroeg de buitenlandse schuld zo'n US$ 30 miljard. Voorafgaande aan dit besluit hebben diverse kredietbeoordelaars de kredietstatus van Ghana verlaagd waardoor het steeds moeilijker en duurder werd voor Ghana om te lenen. In januari 2024 bereikte Ghana overeenstemming met andere landen en werd een schuld van US$ 5,4 miljard geherstructureerd. Op basis van dit succes heeft het Internationaal Monetair Fonds (IMF) US$ 600 miljoen vrijgegeven, uit een programma van in totaal US$ 3 miljard. Ghana had nog US$ 13 miljard aan schulden uitstaan bij niet overheden waarover overeenstemming bereikt moet worden. In juni 2024 werd hierover een principe akkoord bereikt, maar de schuldeisers moeten hiermee nog instemmen.
Een ander probleem is dat, in tegenstelling tot Ghana zelf, omringende landen zoals Ivoorkust, Liberia en Sierra Leone instabiel zijn, waardoor buitenlandse investeerders worden afgeschrikt.

### Energie
In juni 2007 werd 60 kilometer voor de kust van Ghana aardolie aangeboord. Het olieveld ligt in water tussen de 1.100 en 1.700 meter diep. Van de regering kreeg het de naam "Jubilee" ter ere van het uitroepen van de onafhankelijkheid van Ghana 50 jaar eerder. Om de olie te winnen werd een FPSO afgemeerd; op deze olietanker staan speciale installaties om de olie en het bijkomende aardgas te behandelen. De olie wordt tijdelijk in de tanker opgeslagen en later met andere tankers naar de raffinaderijen vervoerd. De productie is begin 2011 gestart en de oliemaatschappijen verwachten maximaal 120.000 vaten olie per dag te kunnen produceren. Het veld zal na ongeveer 20 jaar uitgeput zijn.
Om te voorkomen dat de olie-inkomsten de economie van Ghana ontwrichten heeft de regering een speciale Petroleum Revenue Management Act aangenomen. Alle inkomsten worden in het Petroleum Holding Fund (PHF) gestort. Dit fonds wordt beheerd door de centrale bank van Ghana. De inkomsten worden volgens een min of meer vaste verdeelsleutel verdeeld. Maximaal 70% gaat naar de Consolidated Fund en zijn inkomsten voor de overheid die direct via de begroting kunnen worden besteed. Een Stabilization Fund is opgericht om veranderingen in de olieprijs en daarmee de inkomsten op te vangen. In jaren van lage olieprijzen kunnen hier fondsen vrijvallen die eerder zijn opgebouwd. Het derde fonds, het Heritage Fund, is een spaarpotje voor latere generaties als de olieproductie afneemt.
In 2012 was de exportwaarde van olie al meer dan US$ 3 miljard en verdrong daarmee cacao van de tweede plaats. Goud is nu nog Ghana’s belangrijkste exportproduct. In 2021 verwacht het land circa 250.000 vaten olie per dag te produceren en zal de komende jaren zo’n US$ 20 miljard investeren om dit te realiseren. Begin 2015 tekende de Ghanese overheid een contract voor de ontwikkeling van het Offshore Cape Three Points (OCTP) olie- en gasveld. Oliemaatschappijen Vitol en Eni hebben samen het veld ontwikkeld en in 2017 begon de productie. In 2018 werd het eerste aardgas in Ghana aangeland dat gebruikt wordt voor de opwekking van elektriciteit. Het project vergde een investering van zo’n US$ 7 miljard. In het OCTP veld zat bij de aanvang zo'n 40 miljard m³ gas en 500 miljoen vaten olie, dit is voldoende om de productie voor 15 jaar te verzekeren. Medio 2021 maakt Eni een nieuwe vondst bekend van ongeveer 600 miljoen vaten waarmee de hoeveelheid olie in dit veld is verdubbeld.
De enige raffinaderij van Ghana staat in Tema en deze is ongeschikt om de olie uit het "Jubilee" veld te raffineren. Het is een kleine raffinaderij met een capaciteit van circa 45.000 vaten olie per dag. De Ghanese olie is van hoge kwaliteit en veel nieuwe installaties zijn nodig om dit te kunnen verwerken. Deze aanpassingen, of de bouw van een hele nieuwe raffinaderij, vergen een investering van US$ 1 miljard en dit is niet economisch verantwoord.

### Armoede
Volgens de index van de menselijke ontwikkeling van de Verenigde Naties staat Ghana op plaats 145 van de 185 landen. De verwachte levensduur bij geboorte is bijna 64 jaar, voor vrouwen 66,1 jaar en mannen 61,8 jaar, en kinderen krijgen gemiddeld 6,4 jaar scholing. Volgens het Ontwikkelingsprogramma van de Verenigde Naties leeft 23,5% van de bevolking onder de nationale armoedegrens.

### Toerisme
Vanaf 2008 is toerisme een extra economisch speerpunt voor de Ghanese overheid, waarbij de focus ligt op zogenaamde roots toeristen: Amerikanen met Afrikaanse voorouders. Daarnaast zijn er programma's om via binnenlands toerisme de economie in de plattelandgebieden te stimuleren. In 2009 opende in Nederland het Ghana Verkeersbureau zijn deuren met als doel armoede te bestrijden door ecotoerisme in de plattelandsgebieden van Ghana.

### Transport
Ghana telt twee belangrijke zeehavens. De haven van Takoradi werd al in 1928 geopend en ligt ongeveer 225 kilometer ten westen van Accra. In 2012 behandelde deze haven ongeveer een derde van alle zeelading. De haven is gepasseerd door de haven van Tema, maar maakt de laatste jaren weer een opleving door als gevolg van de oliewinning voor de Ghanese kust. Met de aanleg van de haven van Tema werd in 1954 begonnen en in 1958 kon het eerste schip aanleggen. In 1962 werd de haven officieel geopend en in 2005 uitgebreid met een containerterminal. De twee havens worden beheerd door de Ghana Ports and Harbours Authority. Bij Accra ligt de Luchthaven Kotoka Internationaal, de grootste van het land en geschikt voor internationale vluchten.
Op 4 augustus 1974 werd het rechts rijden ingevoerd. Daarvoor werd er links gereden.

## Bekende personen van Ghanese afkomst
- Adwoa Aboah (1992), Brits model
- Virgil Abloh (1980–2021), Amerikaans ontwerper
- Eric Addo (1978), voetballer
- Freddy Adu (1989), Amerikaans-Ghanees voetballer
- Eric Adjetey Anang (1985), beeldhouwer
- Nana Adjoa (1991), Nederlands-Ghanees singer-songwriter en multi-instrumentalist
- Ama Ata Aidoo (1942–2023), schrijver
- Matthew Amoah (1980), voetballer
- Kofi Annan (1938–2018), secretaris-generaal van de Verenigde Naties (1997–2006)
- Kwame Anthony Appiah (1954), Ghanees-Brits schrijver en filosoof
- Stephen Appiah (1980), voetballer
- Amma Asante (1972), Nederlands politica
- Mami Awuah Asante (1975), Nederlands atlete, nationaal sprintkampioene 1996: 100 m, 1998: 100 m + 200 m
- Kofi Ayivor (1939), muzikant
- Mario Balotelli (1990), Italiaans voetballer
- Big Shaq, artiestennaam van Michael Dapaah (1991), Brits komiek
- Emmanuel Boakye (1985), Ghanees-Nederlands voetballer
- George Boateng (1975), Nederlands voetballer
- Kevin-Prince Boateng (1987), Duits voetballer
- Michaela Coel (1987), Ghanees-Engels actrice, scenarioschrijfster, dichteres en toneelschrijfster
- Memphis Depay (1994), Nederlands voetballer
- Dizzee Rascal (1984), Brits rapper
- Mickaël Essien, voetballer
- Ignisious Gaisah (1983), Nederlands verspringer
- Frenna, artiestennaam van Francis Edusey (1991), Nederlands rapper
- Grandy Nanny (ca. 1700–1740), vrouwelijke Marron-aanvoerder op Jamaica
- Asamoah Gyan (1985), voetballer
- Christian Gyan (1978–2021), Ghanees-Nederlands voetballer
- Salou Ibrahim (1979), Belgisch voetballer
- Sugar Jackson Osei Bonsu (1981), Belgisch weltergewicht bokser, Europees kampioen 2007–2008
- Kofi Kingston, artiestennaam van Kofi Sarkodie-Mensah (1991), professioneel worstelaar bij WWE
- Mohammed Kudus (2000), voetballer
- Samuel Kuffour (1976), voetballer
- Georgina Kwakye (1979), Nederlands actrice
- Kwame N'krumah (1909–1972), politicus, oud-president Ghana
- Anthony Obodai (1982), voetballer
- Quincy Owusu-Abeyie (1986), Nederlands-Ghanees voetballer
- Thomas Partey (1993), voetballer
- Kwame Quansah (1982), voetballer
- Stormzy, artiestennaam van Michael Owuo jr. (1993), Brits rapper
- Kaye Styles, artiestennaam van Kwasi Gyasi (1981), Ghanees-Belgisch zanger
- Nico Williams (2002), Spaans voetballer